# Club Sportivo Cienciano
O Club Cienciano é uma equipe de futebol peruana da cidade de Cusco. Foi fundado em 8 de julho de 1901 e é um dos clubes mais antigos do Peru.
O clube ficou conhecido na América do Sul após ter vencido a Copa Sul-Americana de 2003.
O clube tem um grande número de torcedores em Cusco - é o maior time da cidade. Faz com o FBC Melgar o clássico do sul do Peru.

## História

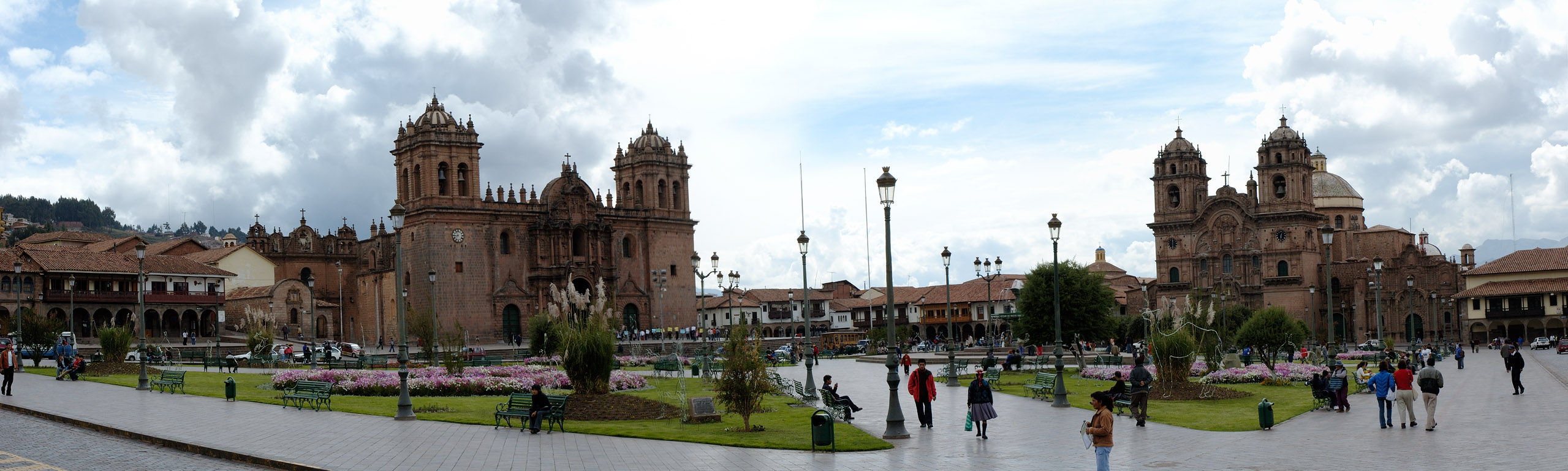
Cusco, lugar onde Cienciano foi fundado.

O clube foi fundado em 1901, originalmente como o time da faculdade de ciências da Universidade de Cusco. Em 1947, Cienciano enfrentou pela primeira vez um time de fora de Cusco. Esse ano recebeu a visita do Universitario de Deportes com seu melhor jogador, Teodoro Fernández.

### Primeira participação internacional
Em 2002 o Cienciano participou pela primeira vez de um torneio continental, a Copa Libertadores, quando esteve no grupo com Grêmio do Brasil, 12 de Octubre do Paraguai e Oriente Petrolero da Bolívia. O Cienciano venceu todos os jogos em casa, o que o ajudou a se classificar para as oitavas de final, fase em que foi eliminado pelo América do México.

### Títulos continentais
Durante sua história, o clube teve muitos altos e baixos, tendo um maior reconhecimento internacional ao vencer o River Plate da Argentina na decisão da Copa Sul-Americana em 2003. No ano seguinte, venceu mais uma equipe argentina, o Boca Juniors, numa disputa válida por outro título continental, a Recopa Sul-Americana. O Cienciano é por enquanto o único time peruano a ser campeão de uma competição internacional.

### Torneo Clausura 2001

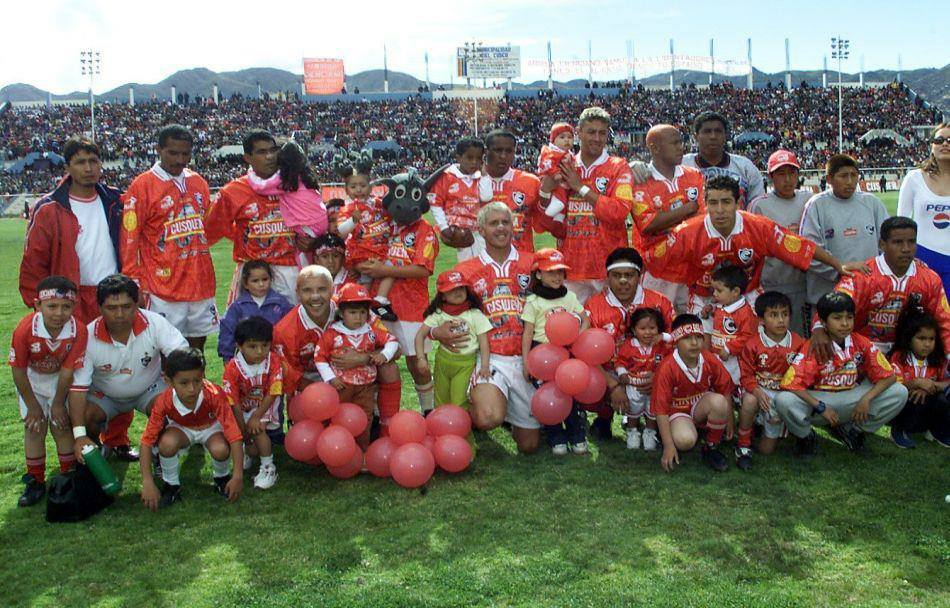
A equipe que conquistou o Torneo Clausura 2001

Em 2001, ano de seu centenário, conquistou seu primeiro título profissional ao vencer o Torneio Clausura daquele ano em uma definição contra o Estudiantes de Medicina com gol do uruguaio Ernesto Zapata.

### Torneo Apertura 2005
Em 27 de julho de 2005 conquistou o título do Torneio Apertura ao vencer o Unión Huaral na penúltima data pelo placar de 1 a 0 com um gol marcado por Miguel Mostto, com 51 pontos no Apertura conquistou seu segundo título na primeira divisão do futebol profissional peruano.

### Torneo Clausura 2006
Em dezembro de 2006, Cienciano foi proclamado campeão do Torneo Clausura ao derrotar o Universitario por 2 a 1 no Estádio Mansiche de Trujillo. Isso o fez jogar a final contra o Alianza Lima. A primeira final, disputada no estádio Garcilaso de la Vega, foi vencida pelo Cienciano por 1 a 0. No entanto, o segundo jogo foi perdido por 3 a 1.

### Crise e rebaixamento
Em 2009 a equipe terminou no meio da tabela e não conseguiu se classificar para um torneio internacional. Em 2010, o time passou por uma crise econômica, estava prestes a ir para a segunda divisão, mas uma vitória na última rodada o salvou. No ano seguinte, a equipe começou bem, porém na segunda parte do torneio houve uma briga interna entre o técnico Marcelo Trobbiani e Julio García, pelo que Trobbiani deixou o clube e Carlos Daniel Jurado foi nomeado o novo técnico. Nessa segunda parte, Cienciano somou apenas doze pontos, razão pela qual terminou no oitavo lugar do campeonato, sem chance de estar num torneio internacional em 2012.
Em 2015, o time fez uma péssima campanha, chegando a ter até três treinadores ao longo do torneio, além de sofrer uma crise econômica, tudo isso fez com que o time do Cusco fosse rebaixado para a segunda divisão.

### Promoção para a Primeira Divisão
Em 2019, o Cienciano del Cusco venceu a Liga 2 e foi promovido à Primeira Divisão após vencer o Santos por 4 a 2, terminando em primeiro lugar com 44 pontos no torneio.

### Primeira Divisão (2020-presente)
Na temporada 2020, o Cienciano terminou na 9ª colocação, com 2 gols de diferença, o Cienciano não conseguiu se classificar para a Copa Sul-Americana de 2021 contra seu rival clássico Melgar. Já na temporada 2021, a equipe de Cuzco comandada por Ameli teve um ótimo desempenho, terminando na 6ª colocação e se classificando para a Copa Sul-Americana de 2022 com 39 pontos.
Na temporada de 2022, o Cienciano perdeu na fase 1 para o Melgar por 1-2, enquanto no campeonato se classificou novamente para a Copa Sul-Americana de 2023. Na temporada de 2023, no Apertura terminou com 24 pontos na 11ª colocação e na Copa Sul-Americana de 2023 perdeu para o Universitario na fase preliminar por 2 a 0. Enquanto no Clausura terminou em nono com 24 pontos, mas no acumulado não conseguiu se classificar para a Copa Sul-Americana 2024, por 3 pontos.
Na Liga 1 2024 o Cienciano teve uma ótima atuação no Apertura com Oscar Ibañez tendo apenas 3 derrotas, mas no início do Clausura em sua primeira partida venceu com dois gols de Garces por 2 a 1 contra o Comerciantes Unidos, mas depois perdeu por 0 a 1 em casa para o ADT e por 5 a 1 em Lima contra o Sporting Cristal.
Após a saída de Ibañez, Cristian Diaz chegou
A equipe do pai conseguiu ficar na 8ª colocação com 26 pontos. E no acumulado terminou em sexto lugar com 52 pontos, classificando-se pela sexta vez em sua história para a Copa Sul-Americana de 2025.

## Estádio

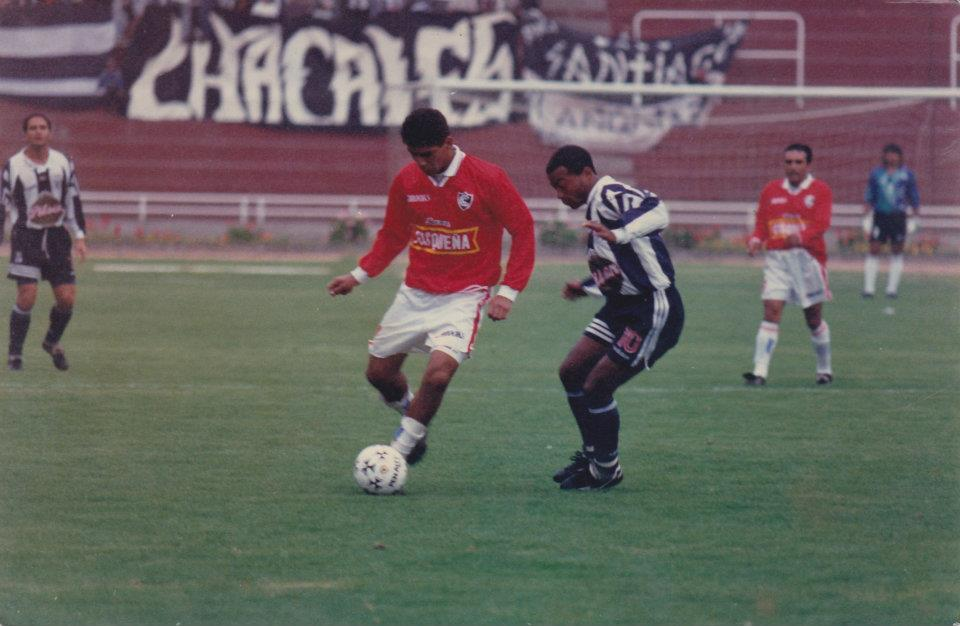
O Cienciano durante uma partida contra o Alianza Lima

O Cienciano manda seus jogos no Estádio Inca Garcilaso de la Vega, em Cusco, a 3366 metros acima do nível do mar. É propriedade do Instituto Peruano do Esporte e, além do Cienciano, o Cusco Fútbol Club e Deportivo Garcilaso jogam seus jogos em casa lá.
Foi inaugurado em 1950 com capacidade para 22.000 espectadores. No entanto, por ocasião da Copa América de 2004 no Peru, o estádio foi ampliado para sua capacidade atual de 42.056 espectadores. Além disso, possui o melhor campo natural do Peru.

## Museu
O Governo Regional de Cusco, em coordenação com a Diretoria do clube, construiu um museu no estádio Inca Garcilaso de la Vega, dedicado ao triunfo, história e trajetória do clube. Em 29 de dezembro de 2018, foi inaugurado um museu dedicado ao clube centenário e, até o momento, junto com o Universitario, são os únicos clubes do Peru a ter seu próprio museu esportivo, onde sua história é exibida para seus torcedores e sócios.
A exposição apresenta fotos dos jogadores que fizeram história no clube. Uma coleção de camisetas feitas de todos os materiais, incluindo lã. Um lugar privilegiado na exposição terá réplicas das 2 taças internacionais conquistadas pela equipe: a Copa Sul-Americana de 2003 e a Recopa Sul-Americana de 2004.

## Hotel
Em dezembro de 2023, o Cienciano inaugurou um hotel temático, categoria 3 estrelas, próximo ao centro histórico de Cusco.

## Ídolos
- Juan Carlos Bazalar
- Santiago Acasiete
- Germán Carty
- Óscar Ibáñez
- Carlos Lugo

## Títulos
| CONTINENTAIS | CONTINENTAIS                    | CONTINENTAIS | CONTINENTAIS                                      |
|              | Competição                      | Títulos      | Temporadas                                        |
| ------------ | ------------------------------- | ------------ | ------------------------------------------------- |
|              | Copa Sul-Americana              | 3            | 2003, 2005, 2010,.                                |
|              | Recopa Sul-Americana            | 5            | 1887, 2025, 1980, 2007, 2024,.                    |
| NACIONAIS    |                                 |              |                                                   |
|              | Competição                      | Títulos      | Temporadas                                        |
|              | Campeonato Peruano              | 3            | 2001 (Clausura), 2005 (Apertura). 2006 (Clausura) |
|              | Campeonato Peruano - 2ª Divisão | 1            | 2019                                              |

 Campeão Invicto